# Rhododendron inopinum
Rhododendron inopinum là một loài thực vật có hoa trong họ Thạch nam. Loài này được Balf. f. miêu tả khoa học đầu tiên năm 1926.